# Leroy Merlin
Pour les articles homonymes, voir Leroy et Merlin (homonymie).
« Adolphe Leroy » redirige ici. Pour les autres significations, voir Adolphe Leroy (homonymie).

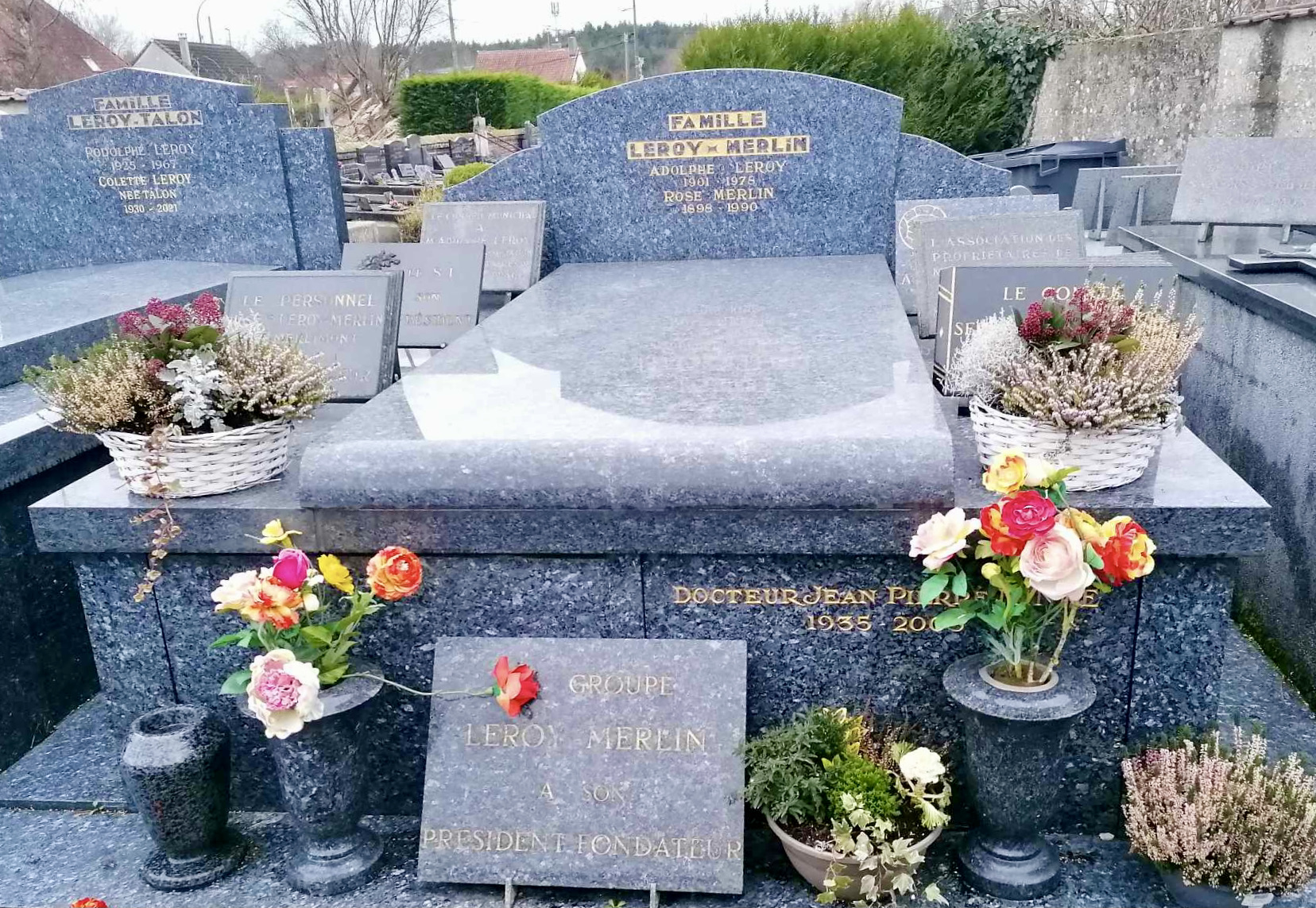
La sépulture, à Merlimont, d'Adolphe Leroy et Rose Merlin.

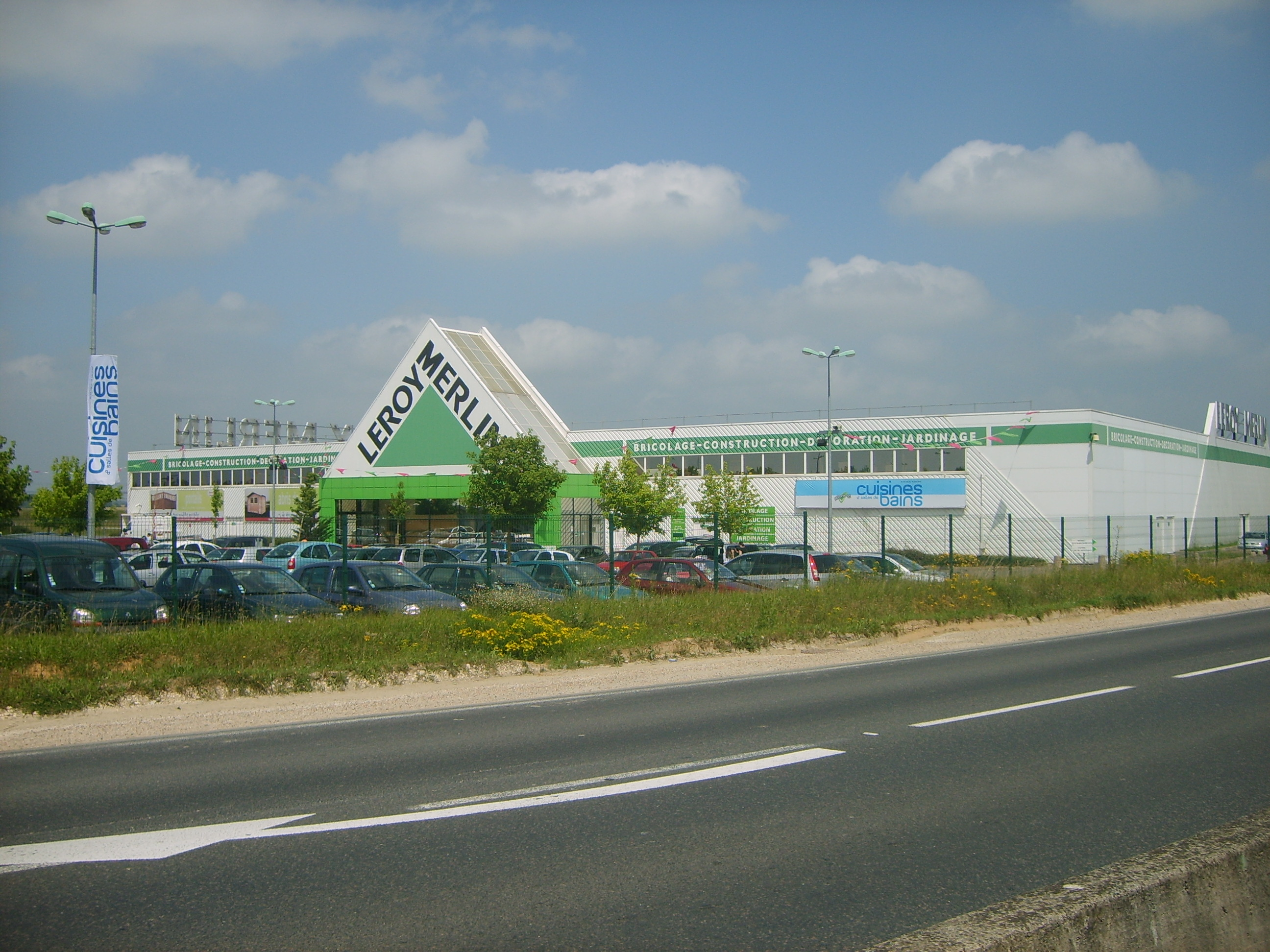
Un magasin Leroy Merlin à Brie-Comte-Robert (dép. 77, France).

Des chariots devant le Leroy Merlin de Pau.

Leroy Merlin est une enseigne française de grande distribution  spécialisée dans l'amélioration de l'habitat (construction, aménagement, décoration, bricolage et jardinage). Fondée par la famille Leroy Merlin et rachetée en 1981 par la famille Mulliez, elle a été intégrée au Groupe Adeo, propriété de la même famille, dont elle est l’enseigne pionnière et la plus importante en France. Cette enseigne est dédiée aux grandes surfaces de bricolage (supérieure à 15 000 m2 de surface).
Elle est présente principalement en France, puis en Europe (Espagne, Portugal, Italie, Grèce, Chypre, Roumanie, Pologne, Ukraine, Russie), en Asie (Chine, Kazakhstan), en Afrique (Afrique du Sud et en Côte d'Ivoire) 
en Amérique du Sud (Brésil).

## Histoire

### La fondation par Adolphe Leroy et Rose Merlin
À la fin de la première Guerre mondiale, la famille Leroy, emmenée par Adolphe, un épicier installé à Nœux-les-Mines, dans le bassin houiller du Pas-de-Calais, crée une entreprise dont l'activité est la revente des surplus de l'Armée américaine restés sur le territoire français après la fin du conflit. En 1921, un premier magasin, appelé « Stock Américain » est ouvert à Nœux-les-Mines, au 79 rue de la gare.
En 1924, son fils Adolphe, né en 1901, épouse à Bruay-en-Artois Rose Merlin, une fille de commerçants née en 1898, originaire de Billy-Berclau. L'année précédente, il avait repris l'affaire auprès de son père Adolphe, bien qu'il souhaitât devenir pâtissier.
Les créateurs de l'entreprise constatent assez rapidement une augmentation de la demande en matière de construction et d'aménagement de la maison. Ils vendent donc des meubles et des produits de construction provenant des baraquements américains désassemblés car, jusque-là, le particulier ne pouvait se les procurer que par l'intermédiaire de leur artisan local,. Par ce biais, ils stimulent le marché du bricolage en France. Avec la découverte des maisons en préfabriqué, l'entreprise se lance dans les chalets puis dans l'aménagement de l'intérieur. Ils rachètent également à bas prix du matériel d'usines en faillite. Leur activité cesse pendant la Seconde Guerre mondiale.
Entre 1952 et 1959, de nouvelles enseignes s'ouvrent à Merlimont, Longueau et Bruay-en-Artois (fief de la famille Merlin, aujourd'hui Bruay-la-Buissière). Leroy Merlin possède aussi des dépôts à Merlimont et Labuissière.
À la fin des années 1950, Lionel et Bernard Leroy, les deux fils d’Adolphe et Rose, prennent les commandes de l'entreprise, tandis que leurs parents se retirent à Merlimont sur la Côte d'Opale,. À leur mort, Adolphe Leroy en 1978, et Rose Merlin, en 1990, sont enterrés dans un cimetière de Merlimont.
En 1960, l'enseigne « Au Stock américain » devient « Leroy Merlin », puis en 1967, le premier magasin français de quincaillerie-bricolage en libre-service ouvre à Nœux-les-Mines dans l'enceinte des grands bureaux de l'ancienne fosse n°1 des mines de Nœux[réf. nécessaire].
En 1982, Bernard Leroy meurt dans un accident de voiture.

### Le rachat par la famille Mulliez en 1981
En 1979, après s'être intéressée à Castorama dix ans auparavant, la famille Mulliez entre dans le capital. En 1981, elle prend le contrôle de l'enseigne qui compte alors 33 magasins en France.
En 1997, le siège social est transféré à Lezennes. Ce siège abrite l'école interne de Leroy Merlin, sur 3 500 mètres carrés, où sont dispensés des cours aux conseillers de vente, responsables de rayon et chefs de secteur. Pour Leroy Merlin, la gestion des ressources humaines est stratégique, elle permet de faire évoluer les salariés à des postes à responsabilité. En 2010, 100 magasins sur 110 en France étaient dirigés par d'anciens chefs de rayon ou de secteur.
En 1989, la première implantation à l'international se fait à Leganés en Espagne[réf. nécessaire].
En 1993, Damien Deleplanque prend la direction du groupe Adeo et de Leroy Merlin, un poste qu'il occupera jusqu'en 2017, avant d'être remplacé par le directeur général délégué, Philippe Zimmermann,. En 1997, il nomme Régis Degelcke, entré dans l'enseigne en 1983, comme DG de Leroy Merlin. Dans la foulée de la nomination de Damien Deleplanque, l'enseigne entame un tournant stratégique en associant ses salariés à « une grande opération de brainstorming collaboratif », baptisée « Vision », qui consiste pour les salariés à imaginer Leroy Merlin dans dix ans. L'opération sera renouvelée deux fois jusqu'en 2015.
Sous la direction de Régis Degelcke, l'enseigne va se hisser en 2005 devant son concurrent Castorama, s'imposant comme leader du marché français des magasins de bricolage,. Une montée en puissance qui doit autant au talent de l'enseigne pour anticiper les tendances du marché, mais aussi aux erreurs du groupe britannique Kingfisher qui avait pris le contrôle de Castorama en septembre 1998,.
Côté communication, en 1997, Leroy Merlin s'associe à un programme court diffusé sur TF1 : « Du côté de chez vous », qui rencontre un succès auprès des téléspectateurs,,. Une chaîne de télévision consacrée à l'univers de la maison, « Du côté de chez vous », est lancée le 16 octobre 2006 sur le bouquet CanalSat, avec un logo inspiré de celui de Leroy Merlin,. Mais il ne s'agit pas d'une « chaîne de marque », indique le PDG de la chaîne Jean-Marc Frantz. Leroy Merlin n'y parraine que deux émissions, « Du côté de chez vous » et « Question maison ».
En 2003, Leroy Merlin quitte la Belgique, laissant ses six magasins au groupe néerlandais Vendex KBB. La même année, le groupe rachète la moitié de Domaxel, la centrale d'achat d'un réseau coopératif de plus de 400 magasins indépendants de petite et moyenne surface, dont 300 portent l'enseigne Weldom.

### À partir de 2007, Leroy Merlin devient Adeo
En 2007, le groupe Leroy Merlin est rebaptisé « groupe Adeo ». En 2008, l'enseigne transfère son magasin historique de Nœux-les-Mines pour la commune de Verquin plus proche de Béthune[réf. nécessaire]. Leur modèle économique est alors très proche de celui d'Auchan, autre enseigne de grande distribution de l'Association familiale Mulliez : fortes dépenses de formation (7 % du chiffre d'affaires), participation et intéressement sous forme de primes trimestrielles et actionnariat des salariés, qui détiennent 16 % des parts.
Cette même année, afin d'augmenter notamment ses espaces voués à la jardinerie, Leroy Merlin profite du flou dans une circulaire sur l'application de la Loi de modernisation de l'économie pour agrandir sans autorisation administrative ses magasins dans la limite de 999 mètres carrés,. Selon un rapport parlementaire en 2010, la quasi-totalité des magasins de l’enseigne en France ont ainsi réalisé des extensions de 999 mètres carrés. « La plupart du temps, ces extensions étaient réalisées par l’ouverture de locaux jusque-là utilisés comme réserves, afin de ne pas avoir à solliciter de permis de construire », précise le rapport.
En 2012, le groupe Adeo inaugure son siège international « vert » à Ronchin sur un ancien site de la CAMIF réaménagé.
En 2013, Leroy Merlin souhaitait ouvrir ses magasins le dimanche. Le 29 septembre, la chaîne de bricolage a ouvert 9 magasins en région parisienne, malgré l'interdiction du tribunal de commerce de Bobigny. Comme Castorama, l'enseigne finance une manifestation des salariés qui soutiennent sa volonté d'ouverture dominicale.
Le 2 novembre 2015, Leroy Merlin a inauguré à Ivry-sur-Seine son premier atelier de fabrication numérique implanté en France, dans le cadre d'un partenariat avec l'entreprise américaine TechShop. Le deuxième ouvre deux ans plus tard à Lille.
En juin 2017, Philippe Zimmermann succède à Damien Deleplanque, à la direction du groupe Adeo. Régis Degelcke et lui ont en commun d'avoir fait leurs preuves en interne, chez Adeo. Le passage de relais est posté dans une vidéo où « dans une atmosphère intimiste, les deux hommes se prêtent au jeu des questions cartes sur table ». Mais, en 2019, face au commerce en ligne, le secteur de la distribution fait grise mine : la famille Mulliez se réunit pour prendre des mesures stratégiques.
En juillet 2020, le député socialiste de l'Aisne Jean-Louis Bricout se désolait dans un discours à l'Assemblée nationale que « Adeo, maison-mère de Leroy-Merlin, Weldom et Bricoman, ait décidé de basculer une bonne partie de ses approvisionnements en Chine ». Conséquence, le sous-traitant de Leroy Merlin, Nespoli France, devait licencier une quarantaine de salariés.

### Après 2020, les conséquences de la pandémie de Covid-19
Malgré la crise sanitaire et économique liée à la pandémie de Covid-19 en France, son directeur général Thomas Bouret a affirmé le 15 mars 2021: « Sur l'année 2020, on a eu 2 500 créations d'emplois en CDI, dont 400 postes nouvellement créés. On a eu un turn-over relativement faible par rapport à la moyenne de notre secteur, donc c’est une vraie croissance ». Il ajoute souhaiter recruter 2 000 emplois pour les étudiants, dont 200 en alternance. La même année, le directeur général reconnaît toutefois que la stratégie d'implantation dans les centre-ville n'a pas été concluante. « C’est une expérimentation, qui n’a pas vocation à se multiplier »,. Mais les confinements et couvre-feux suscitent chez les Français un engouement pour le bricolage. Ainsi, selon Les Echos : l'enseigne construit « un véritable écosystème autour de ses magasins, de sa plateforme Internet et d'un réseau de partenaires pour étoffer son offre et ses services ». Pendant le premier confinement, le site de Leroy Merlin a connu une affluence record :  Il se place en quatrième position des sites les plus consultés en France, au deuxième trimestre, derrière Amazon, Cdiscount et la Fnac, avec 14,4 millions de visiteurs uniques. L'entreprise progresse ainsi de 5 % de chiffre d'affaires en 2020 par rapport à 2019 ; voire jusqu'à 30 % en octobre À la mi-2020, l'enseigne a ouvert sa propre place de marché en ligne avec 400 000 références.
La même année, la maison-mère de Leroy Merlin, le groupe Adeo, revend pour 500 millions d'euros l'immobilier de 42 de ses magasins en France, en Italie et dans la Péninsule ibérique. Parmi elles, des magasins des enseignes Leroy Merlin, Bricoman et Bricomart. La marque Leroy Merlin figure parmi les logos des enseignes affichés dans une communication exceptionnelle de l'Association familiale Mulliez, qui a acheté plusieurs pages de publicité dans la presse quotidienne pour faire passer le message suivant : « Aujourd’hui plus que jamais, il est essentiel de vous être encore plus utiles ». En mai 2021, puis en 2022 (avant la guerre en Ukraine), une étude réalisée par le cabinet EY-Parthenon  place Leroy Merlin en tête des « enseignes préférées des Français », devant Decathlon (deuxième), qui appartient également à la famille Mulliez, Amazon, Ikea, McDonald's et la Fnac,.
En 2021, sa plus grande plate-forme de logistique, un entrepôt mécanisé de 72 000 m2, est située dans la commune de Réau, en Seine-et-Marne.
En 2023, Agathe Monpays est nommée directrice générale de Leroy Merlin France à l'âge de 28 ans,.

## Activité

### Service
Leroy Merlin est une enseigne française de grande distribution  spécialisée dans l'amélioration de l'habitat (construction, aménagement, décoration, bricolage et jardinage). Elle a été l'une des premières enseigne à se lancer dans le secteur de la décoration.
L'entreprise propose des cours de bricolage, des tutoriels en ligne.

### Implantation

Carte des pays où est implanté Leroy Merlin.

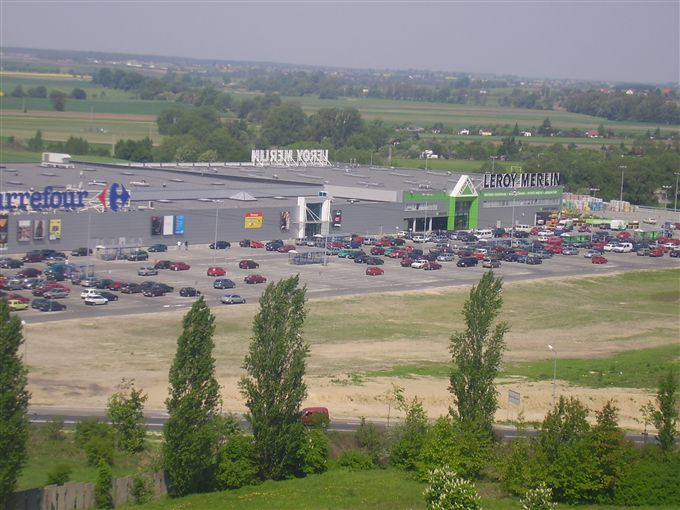
Un Leroy Merlin à Kalisz en Pologne à côté d'un Carrefour.

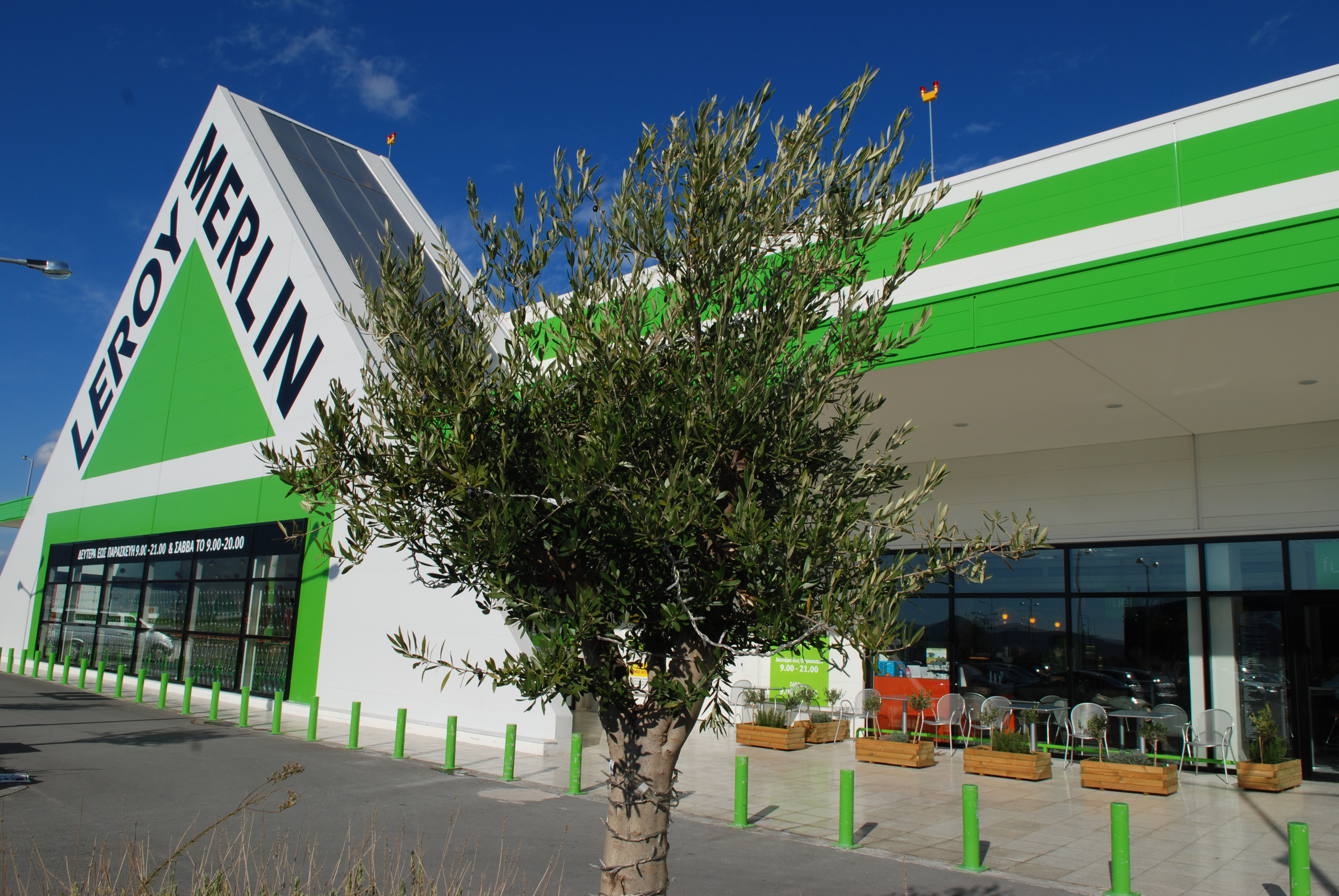
Un magasin Leroy Merlin en Grèce : c'est le premier magasin de l'enseigne ouvert en Grèce, à côté de l'aéroport Elefthérios-Venizélos.

En 2008, Leroy Merlin ouvre son premier magasin à Varsovie, fin 2008 l'enseigne compte dix-huit magasins à l'étranger.
En 2009, Leroy Merlin est implantée en France, en Espagne, au Portugal, en Italie, en Pologne, en Russie, en Grèce, en Chine, en Afrique du Sud et au Brésil. En 2010, l'implantation se poursuit en Ukraine. En 2011, Leroy Merlin ouvre son premier magasin en Roumanie. En 2013, l'entreprise se donne cinq ans pour bâtir quinze magasins en Russie. Leroy Merlin est également implantée à Chypre. En octobre 2018, Leroy Merlin étend son offre internet à la Belgique.
Leroy Merlin s'est installée en Russie en 2004. En 2021, elle y employait environ 40 000 salariés russes et comptait 110 magasins dans 65 villes du pays. La même année, dans le cadre d'une rencontre avec le président Vladimir Poutine et de membres de la Chambre de commerce et d'industrie franco-russe, le président du conseil d'administration du groupe Adeo, Pierre-Alain Vielvoye, a annoncé sa volonté de faire passer la part des produits de fabrication russe dans les magasins Leroy Merlin russes de 67 à 80%. En 2021, le chiffre d'affaires de la société s'élève à 4,7 milliards d'euros.
En 2021, Leroy Merlin était classé au troisième rang mondial des enseignes de bricolage, derrière Home Depot et Lowe’s.

## Données économiques et financières

### Chiffres d'affaires
Le chiffre d'affaires de l'enseigne a progressé de 5 % en 2020.
En 2024, Leroy Merlin réalise 8,5 milliards d'euros de chiffre d'affaires.

### Actionnaires
En 2021, l'association familiale Mulliez détient 80 % du capital de la société. Le reste est détenu par les salariés.

## Controverses, accidents, condamnations et conflits sociaux
L'entreprise est condamnée en 2015 pour homicide involontaire par « imprudence »,, et jugée responsable en 2017 des blessures subies par un employé qui avait eu une jambe écrasée par le camion d'un fournisseur. Une enquête pour homicide involontaire dans le cadre du travail est ouverte à la demande du parquet de Périgueux en 2017 à la suite d'un accident survenu à Chancelade,,.
L'entreprise est mise en cause en 2017, en raison du fichage d'intérimaires de la plate-forme logistique de l'enseigne de bricolage, à Valence dans la Drôme,, dans un contexte de conflit social.
Elle est également critiquée pour des soupçons de harcèlement de personnels syndiqués, alors qu'un salarié s'est suicidé dans les locaux de l'entreprise en 2013 à Mondeville, et qu'un cadre tente de se suicider en 2019 à Ivry-sur-Seine,.
En 2021, l'enquête OpenLux révèle que des propriétaires de Leroy Merlin possèdent des comptes dissimulés au Luxembourg. Tanguy Mulliez, propriétaire avec ses sœurs d'Auchan et Leroy Merlin, précise au quotidien Le Monde que les sociétés en question « ont été créées par [leurs] parents ».
En novembre 2021, un conflit ouvert éclate entre la direction et les salariés. Après dix jours de grève, un accord est trouvé pour une augmentation de salaire de 65 euros par mois ainsi qu'une prime inflation de l'État de 100 euros doublée par la direction.
Toujours en 2021, Leroy-Merlin est épinglé par la Défenseure des droits pour discrimination. Après avoir appris qu’ils étaient en couple, un magasin de l’Essonne avait modifié le planning de deux employés, supprimant tout jour de repos commun. Saisie en 2021, la Défenseure des droits a estimé qu’il s’agissait d’« usages discriminatoires ».

### Activités pendant la Guerre en Ukraine 2022
(juin 2022).
À la suite de l'invasion de l'Ukraine par la Russie, l'enseigne est pointée du doigt pour sa volonté de rester présente en Russie.
Dans la nuit du 20 au 21 mars 2022, un centre commercial de Kiev abritant un magasin de l'enseigne est pris pour cible par des bombardements.
Via le compte Instagram officiel de Leroy Merlin Ukraine et via une pétition, les salariés du magasin s'adressent à Adéo, la holding du groupe, et appellent l'enseigne à quitter la Russie, tout comme le député ukrainien Oleksiy Honcharenko. Ce dernier, élu dans la circonscription d’Odessa et membre de la délégation ukrainienne à l’assemblée parlementaire du Conseil de l’Europe, diffuse une vidéo captée devant l'enseigne dévastée. L'armée ukrainienne déclare : « Leroy Merlin est la première entreprise au monde à financer le bombardement de ses magasins et le meurtre de ses propres employés. Une cupidité inhumaine et choquante. ».
Par la suite, Leroy Merlin isole les magasins Ukrainiens du reste du système informatique de la compagnie. L'entreprise ferme le centre d'appel ainsi que le site internet des six magasins en Ukraine, rendant impossible pour les clients de se faire rembourser de leurs achats qui n'ont pu être livrés à cause de la guerre, et empêchant les magasins de payer leurs fournisseurs et de fournir le matériel nécessaire à l'armée, aux volontaires et aux services d'urgence et de défense.
L'enseigne Leroy Merlin est fortement implantée en Russie et y réalise 18 % de son chiffre d'affaires.
Dans une déclaration à l’AFP, Adeo, la holding de Leroy Merlin indique qu'une fermeture serait considérée comme une « faillite préméditée » et dit avoir une « responsabilité d’employeur vis-à-vis de (ses) 45 000 collaborateurs et de leurs familles qui contribuent depuis 18 ans à la construction de Leroy Merlin Russie ». Néanmoins il fait état d'insultes et de menaces de clients à la suite du maintien de l'activité de l’enseigne en Russie.
Le 19 mars, The Telegraph révèle que Leroy Merlin tente de profiter du vide laissé par d'autres multinationales ayant cessé leur activité en Russie comme Ikea. Dans une lettre des dirigeants de la branche russe de Leroy Merlin, ceux-ci annoncent à leurs fournisseurs que « les ventes ont significativement augmenté » depuis le début de la guerre et déclarent : « Depuis que certaines entreprises ont quitté le marché, nous sommes ouverts à vos propositions pour une augmentation des livraisons et pour une diversification des produits. ».
Le 25 mars, Leroy Merlin faisait partie des 4 entreprises (avec Auchan, détenu par le même groupe, TotalEnergies, et la Société Générale) à ne pas avoir fermé leurs entités russes, sur un total d’à peu près 35 avant le déclenchement de la guerre , selon une liste tenue à jour par l'Université de Yale.
Le 24 mars 2023, l'enseigne annonce qu'elle va céder le contrôle de la totalité de ses magasins en Russie. Mais comme le révèle L'Express, céder le contrôle n'est pas vendre la filiale. Et effectivement Leroy Merlin va céder le contrôle de sa filiale russe à son management sur place, un management français représenté par Laurent Desfassiaux, président de Leroy Merlin Vostok, filiale russe de Leroy Merlin. C'est lui qu'on retrouve aux commandes des sociétés immatriculées aux Émirats arabes unis et à Dubaï et enregistrées comme propriétaires de la filiale russe de Leroy Merlin.

## L'évolution du logo de Leroy Merlin

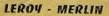
Logo de Leroy-Merlin (de 1933 à 1947)[réf. nécessaire].
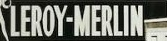
Logo de Leroy-Merlin (de 1947 à 1960).
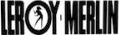
Logo de Leroy-Merlin (de 1960 à 1968).
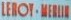
Logo de Leroy-Merlin (de 1968 à 1980).
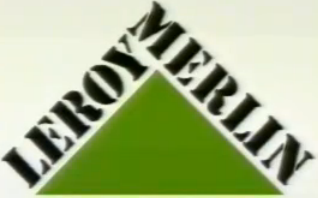
Logo de Leroy Merlin (de 1980 à 1995).
Logo de Leroy Merlin (depuis 1995).